# En rökare i krysset
En rökare i krysset är ett studioalbum utgivet 1984 av det svenska bandet Torsson. Inspelningarna gjordes i Studio Bombadill i Klippan under sommaren 1984 och gavs ut hösten 1984.
Albumet återutgavs 1989 under namnet Lingonplockning. 1989 års skivomslag pryddes med "platta ishockeyspelsspelare". CD-utgåvan från 1989 byggde i stort på LP-skivan En rökare i krysset, som hade en svartvit bild av ett gammalt hockeyspel på framsidan.

## Låtlista
1. Son av Ayatollah (Dalén, Pettersson, Åkerström) 2.43
2. Lingonplockning (B. Åkerström) 3.25
3. Lena Green (Winston, Åkerström) 2.55
4. Öresundstwist (B. Åkerström) 2.40
5. Radiosignalisten (B. Åkerström) 3.45
6. Volleyboll-Molly (B. Åkerström) 3.29
7. Trollskog (B. Åkerström) 4.48
8. Det vore lång väg att gå (Yoggi Yoghurtsson) 3.12
9. Akterseglad i Brownsville (B. Åkerström) 2.37
10. Storskiftet (B. Åkerström) 2.04
11. Blodomloppet (B. Åkerström, C. Berry) 2.04
12. Bröderna Holm (B. Åkerström) 4.53
13. Överst på önskelistan (Yoggi Yoghurtsson) 2.38
14. I går kl. 15 (B. Åkerström) 3.09

## Listplaceringar
| Lista (1984–1985) | Topplacering |
| ----------------- | ------------ |
| Sverige           | 37           |

### Fotnoter
1. ↑  ”En rökare i krysset”. Hitparad. http://hitparad.se/showitem.asp?interpret=Torsson&titel=En+r%F6kare+i+krysset&cat=a. Läst 24 november 2012.